# Scipion (1801)
Pour les autres navires du même nom, voir Scipion#Navires.
Le Scipion est un navire de guerre français (1801-1805), puis britannique (1805-1819). C'est un vaisseau de 74 canons de la classe Téméraire.

## Historique

### Construction
Il fait l'objet d'un contrat conclu le 22 mai 1798 entre le gouvernement français et la société des frères Crucy de Nantes. Il est construit à Lorient entre 1798 et 1801 sur le chantier de l'arsenal situé à Caudan, concédé à cette société. Les travaux sont effectués sur les plans de l'architecte Sané et sous le contrôle de l'ingénieur de marine Caro.

### Débuts
Le Scipion est lancé le 30 mars 1801 et quitte Lorient le 13 décembre sous les ordres de Le Veyer. Il effectue sa première campagne à Saint-Domingue, durant la période de la paix d'Amiens.

### Trafalgar
Il se trouve sous les ordres du contre-amiral Dumanoir lors de la bataille de Trafalgar.
Dumanoir commande les vaisseaux de l'avant-garde de la flotte franco-espagnole, avec du côté français le Formidable, le Scipion, le Duguay-Trouin, le Mont-Blanc, l’Intrépide et le Neptune.
L'attaque de Nelson laisse ces navires en dehors de la confrontation principale. Dumanoir n'obéit pas immédiatement aux ordres de Villeneuve d'entrer dans la bataille. Lorsqu'ils s'engagent enfin, la plupart des bâtiments ne tirent que quelques coups de canons.
Le 3 novembre 1805, l'amiral britannique Sir Richard Strachan, avec les HMS Caesar, Hero, Courageux, Namur et quatre frégates, capture le reste de l'escadre lors de la bataille du cap Ortegal. Le Scipion est pris par le Phoenix (une frégate de 12) et le Revolutionnaire (une frégate de 18). 

### Au service de laRoyal Navy
Devenu le HMS Scipion, le navire est basé à Plymouth jusqu'en 1811. Il devient ensuite le vaisseau-amiral du rear admiral Robert Stopford, dont la flotte est composée de quatre vaisseaux, 13 frégates, 7 corvettes et 8 anciens indiamen de la Compagnie néerlandaise des Indes orientales, capturés sur l'île de Java le 8 septembre 1811. 
Il est ensuite basé en mer Méditerranée jusqu'au 29 octobre 1814, date de son retour en Angleterre, à Portsmouth. 
Il est retiré du service en 1816 et démantelé en 1819.